# Akrotiri-Bucht
Die Akrotiri-Bucht (griechisch Κόλπος Ακρωτηρίου Kolpos Akrotiriou) ist eine Meeresbucht im Süden der Insel Zypern. Sie liegt südlich der Großstadt Limassol und östlich der Halbinsel Akrotiri und ist Teil des Levantischen Meeres im Mittelmeer.

## Geographie

Lage der Akrotiri-Bucht (rechts) in der Region um Limassol. Westlich der Halbinsel liegt die Episkopi-Bucht.

Die Bucht liegt an der Südküste Zyperns und hat eine ungefähre Ausdehnung von 20 Kilometern. Auf der Landseite befinden sich der Bezirk Limassol der Republik Zypern im Norden der Bucht und die britische Militärbasis Akrotiri und Dekelia auf der Akrotiri-Halbinsel im Westen. Die südliche Begrenzung der Bucht von Akrotiri stellt das Kap Gata auf der Halbinsel dar. An der Bucht liegt mit dem Hafen von Limassol der bedeutendste Hafen der Insel.